# 모델리카
모델리카(Modelica)는 컴퍼넌트 지향 모델링 체계(예: 기계, 전기, 전자, 수리, 발열, 제어, 전력, 프로세스 지향 하위 컴포넌트)를 위한 객체 지향 선언형 멀티도메인 모델링 언어이다. 자유 모델리카 언어는 비영리 단체 모델리카 협회에 의해 개발된다. 모델리카 협회는 또한 버전 4.0.0 기준으로 여러 부문에서 약 1,400개의 유전 모델 컴포넌트, 1,200개의 함수를 포함한 모델리카 표준 라이브러리를 개발한다.

## 예시
{\displaystyle {\dot {x}}=-c\cdot x,x(0)=10}의 예시:
```
model
 
FirstOrder

  
parameter
 
Real
 
c
=
1
 
"Time constant"
;

  
Real
 
x
 
(
start
=
10
)
 
"An unknown"
;

equation

  
der
(
x
)
 
=
 
-
c
*
x
 
"A first order differential equation"
;

end
 
FirstOrder
;

```

## 같이 보기
- MATLAB
- Simulink
- Scilab